# Hapoel Haifa FC
L'Hapoel Haifa FC (en hebreu: מועדון כדורגל הפועל חיפה Moadon Kadouregel Hapoel Haifa) és un club de futbol israelià de la ciutat de Haifa.
Va ser fundat el 24 d'abril de 1924. Hapoel significa "Treballador", i el club representa políticament l'esquerra de la ciutat.

## Jugadors destacats
- Dudu Aouate
- Reuven Atar
- Tal Banin
- Zlatko Čajkovski
- Ran Ben Shimon
- Yitzhak Englander
- Yechiel Hameiri
- Elimelech Levental
- Ofer Talker
- Yochanan Vollach
- Robby Young
- Victor Young
- Oren Zeituni
- Carlos Olaran
- Giovanni Rosso
- Nsumbu Mazuwa
- Jeff Tutuana
- Alin Minteuan

## Palmarès
- Lliga israeliana de futbol (1): 1998-99
- Copa israeliana de futbol (4): 1962-63, 1965-66, 1973-74, 2017-18
- Copa Toto (2): 2000-01, 2012-13
- Supercopa israeliana de futbol (1): 2018
- Copa de la Dècada d'Israel[1] 1 1957-58